# 中国（上海）自由贸易试验区临港新片区

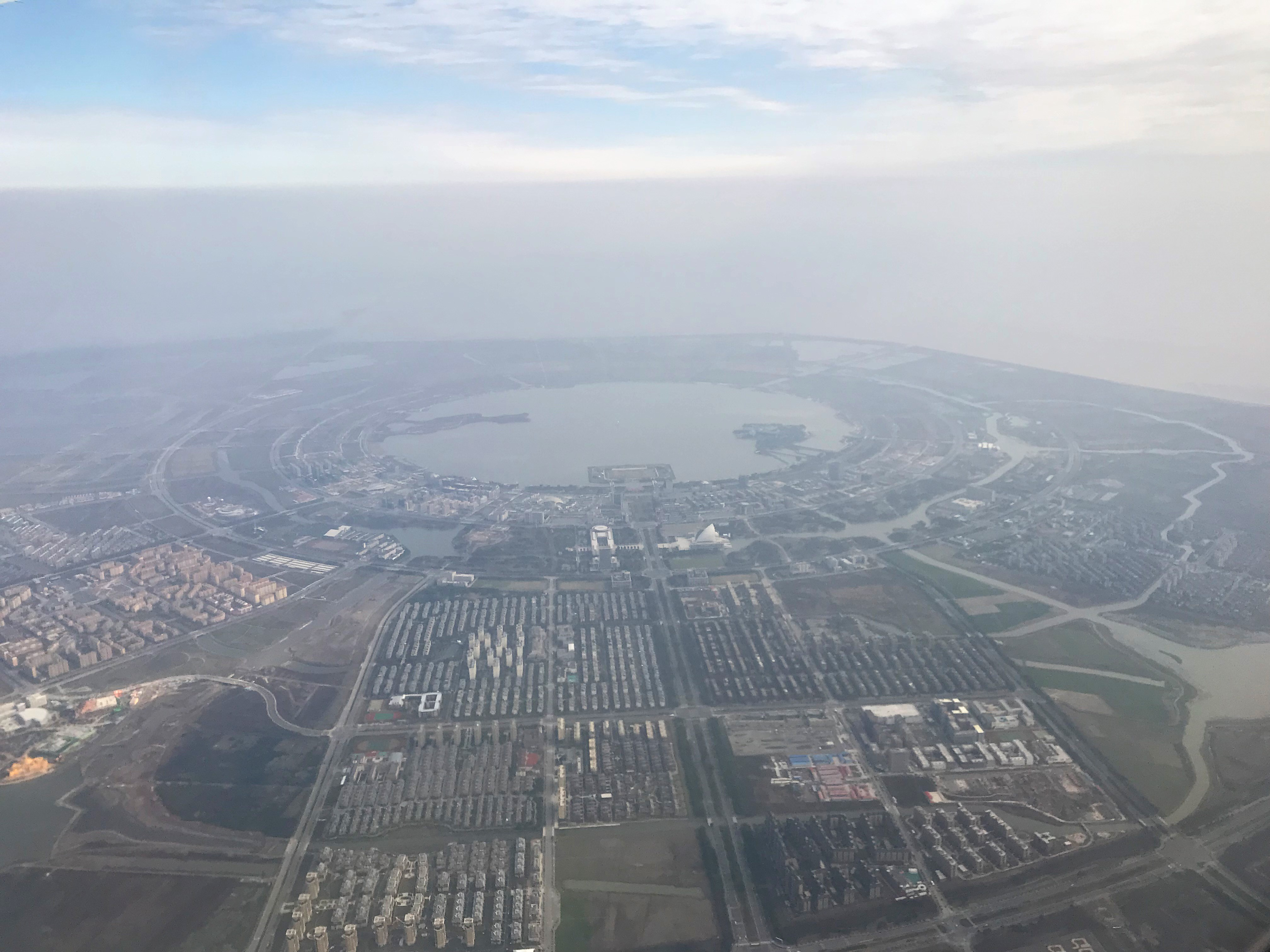
位于南汇新城的滴水湖，临港新片区临港南部区块一、区块二即位于该湖的西侧，而区块三位于滴水湖周边。

中国（上海）自由贸易试验区临港新片区，主体部分位于上海浦东的南汇新城，是中国（上海）自由贸易试验区的片区之一，目前包含面积为119.5平方公里。2019年7月27日，国务院批准在临港建立自贸新片区；同年8月20日，新片区挂牌成立。

## 筹备
2018年11月5日，在第一届中国国际进口博览会开幕式上，中共中央总书记、中国国家主席习近平作主旨演讲，宣布将建立上海自贸区新片区。2019年1月15日，《证券时报》报导，上海市政府部门已经开始初步筹备上海自贸区新片区建设，正在组织开展可行性研究和论证，目标为对标国际上竞争力最强的自由贸易区，拟于新片区加大探索贸易监管制度、创新服务业扩大开放、推进离岸业务和跨境数字贸易等。
2019年7月22日至23日，中国国务院总理李克强在上海考察期间，特意视察临港试验区新片区。同年7月27日，国务院批准在临港建立自贸新片区。2019年8月6日，国务院新闻办公室对外宣布建立临港新片区，目标为“更具国际市场影响力和竞争力的特殊经济功能区”。
据中共上海市委常委、常务副市长陈寅表示，临港地区具有一定发展的空间，能够承载国家战略和新兴产业发展和风险防控的需要；而该区域的海上运输、内河运输、铁路运输、空中运输、公路运输和轨道交通等运输条件，在国际同等区域内最为优越，可以使得洋山深水港和浦东机场的枢纽作用得到体现，也能支撑国际贸易的需要；此外，当地有配套的教育、医疗、娱乐、文化和生活服务资源，具有一定的城市功能，故新片区选择在临港地区。商务部副部长王受文则表示，新片区较上海自贸区其他片区“国际高标准自由贸易园区”的定位为高，更注重长三角一体化战略，强调建设具有国际市场竞争力的开放型产业体系；此外，临港新片区将建设洋山特殊综合保税区，探索实施以安全监管为主、更高水平贸易自由化便利化监管政策。
8月20日，中国（上海）自由贸易试验区临港新片区和中国（上海）自由贸易试验区临港新片区管理委员会揭牌。

## 范围

临港地区南部区域区块一、二示意图

根据国务院发布的《关于同意设立中国（上海）自由贸易试验区临港新片区的批复》（国函〔2019〕68号），临港新片区规划范围为上海大治河以南、金汇港以东的区域，及小洋山岛和浦东机场南部区域。其中，按照“整体规划、分步实施”原则，先行启动区域包含以下区块：
临港地区南部区域（共76.5平方公里）
- 区块一（原临港装备产业区，47.2平方公里），四至范围：东至南芦公路，南至杭州湾，西至新四平公路、中港，北至平宵路、大泐港、东两港大道、云水路、正茂路、新元南路、长空路。
- 区块二（原洋山保税港区，10.5平方公里），四至范围：东至沪芦高速、芦潮引河，南至环南一路、环南二路，西至南芦公路，北至胜利塘、顺翔路。
- 区块三（南汇新城北部，118.8平方公里），四至范围：东至（规划）H61路、北护城河、（规划）S10路、（规划）B42路、环湖二路、（规划）E7路，南至海塘大堤，西至沪芦高速、芦潮引河、海港大道、环湖西路、（规划）B41路、环湖三路、（规划）S7路、北护城河、随塘河、海西路，北至三三公路。

小洋山岛区域（共18.3平方公里）
- 小洋山岛全域。

浦东国际机场南侧区域（共24.7平方公里）
- 四至范围：东至（在建）东海大道，南至下盐路、上飞路，西至上海绕城高速，北至申嘉湖高速、围场河路、纬十一路。

## 政策和法規
根据国务院印发的《中国（上海）自由贸易试验区临港新片区总体方案》，新片区参照经济特区管理，以投资自由、贸易自由、资金自由、运输自由、人员从业自由等为重点，推进投资贸易自由化便利化。新片区适用上海市支持浦东新区改革开放再出发的政策，并将作为上海市重大改革举措的试点地，从优享受上海市和浦东新区对企业和人才支持政策。上海市针对新片区设立了新片区专项发展资金，并提出了12条人才支持政策，包括但不限于：人才持居住证转上海市户籍的居留最低年限由7年缩小为5年，被认定为核心人才者可缩短到3年；非上海市户籍人才购房资格认定单位缩小为个人，为获得购房资格而缴纳个人所得税的最低年限由5年缩短为3年等。
2019年8月20日，上海市人民政府颁布《中国（上海）自由贸易试验区临港新片区管理办法》。管理办法在重点领域对外开放、商事主体登记确认制及引入境外知名仲裁及争议解决机构进行民商事争议裁决等方面作出规定，并对金融开放、国际运输便利、人才服务及落户、信息快捷联通、税收政策、风险防范等方面进行规范。2019年8月30日，中共上海市委、上海市人民政府發佈上海自贸区临港新片区特殊支持政策50条，優惠力度涵蓋各個方面。2019年10月18日，上海自贸区临港新片区发布促进产业发展若干政策和集聚发展集成电路、人工智能、生物医药、航空航天四大重点产业的若干支持措施。
2020年9月1日，上海市市场监督管理局联合临港新片区管委会發佈11条强化竞争政策措施。临港新片区開始试行與国际通行规则接軌的商事主体登记确认制。
2021年6月5日起，《臨港新片區建設項目環境影響評價文件、生產建設項目水土保持方案綜合審批實施方案（試行）》試行，試行期為2年。根據該方案，臨港新片區內原本分離的兩項行政審批環評文件、水保方案審批改革為一次審批。審批時限從原先的30個工作日壓縮至7個工作日。
2021年11月18日至2024年12月31日，临港新片区暂时调整实施《中华人民共和国国际海运条例》、《国内水路运输管理条例》的有关规定。調整後在临港新片区内允许外国、香港和澳门国际集装箱班轮公司利用非五星旗国际航行船舶开展大连港、天津港、青岛港与上海港洋山港区之间，以上海港洋山港区为国际中转港的外贸集装箱沿海捎带业务试点。
2021年12月17日，《中国（上海）自由贸易试验区临港新片区促进离岸贸易高质量发展的若干措施》发布。
2022年3月1日起，《中国（上海）自由贸易试验区临港新片区条例》施行。
2022年2月22日，临港新片区人才企业年金计划启动。
2022年3月15日，《上海市浦东新区市场主体登记确认制若干规定》在临港新片区实施。

## 项目
原临港装备产业区项目
- 上海电气集团临港重装备基地[21]
- 特斯拉上海超级工厂（临港装备产业区内[22][註 2]）
- 临港新片区大飞机园一谷一园[24]
- 东方芯港芯片產業基地[25]

“生命蓝湾”生物医药特色产业园区
世界顶尖科学家社区
- 2020年10月30日啟動，规划面积2.5平方公里。该社区聚焦生物医药、人工智能、集成电路、新能源、新材料、量子科学等领域。[27]

临港铂族贵金属新型国际贸易及创新中心
- 2022年9月2日成立[28]

## 各界反應
臨港新片區管理委员会常務副主任朱芝松表示，臨港新片區的目標是確保2035年區內本地生產總值可超越1萬億元人民幣。

## 备注
1. ↑  临港新片区各个区块分布于上海市浦东新区南汇新城镇、泥城镇、奉贤区海湾镇、四团镇（临港新城南部区域）、浦东新区祝桥镇（浦东机场南部区域）[1]及浙江省嵊泗县洋山镇小洋山（小洋山岛区域）
2. ↑  东至预留东海二桥控制线绿化带，南至人民塘绿化带，西至南奉界河绿化带，北至老里塘河绿化带[23]